# Åkermanit
Åkermanit, Ca2Mg(Si2O7), är ett mineral i melilitgruppen, som innehåller kalcium, magnesium, kisel och syre. Mineralet utgör det ena ändledet i en kontinuerlig räcka med Gehlenit Ca2Al(AlSiO7) där mellanlededet har kallats melilit.  Mineralet åkermanit är uppkallat efter Anders Richard Åkerman (1837-1922), en svenska metallurg.

## Egenskaper
Åkermanit har grågröna, gula eller bruna, tetragonal kristaller. Det har en densitet av 2,944 g/cm3 med Mohs hårdhet 5-6. Det har en vit streckfärg och en glasartad till hartsartad lyster. Det har ett tetragonalt kristallsystem och en bra, eller distinkt, spaltning.

## Förekomst
Åkermanit är en produkt av kontaktmetamorfos av kiseldioxidhaltig kalksten och dolomit och bergarter av sanidinitfacies. Sanidinitfacies representerar de högsta betingelserna beträffande temperatur samtidigt med lågt tryck (under 2 kbar) för kontaktmetamorfos och kännetecknas av frånvaro av vattenhaltiga mineral.
Mineralet har påträffats vid Monte Somma och Vesuvius, och Monte Cavalluccio nära Rom. Det är ett tämligen vanligt mineral i kontaktmetamorfa bergarter, till exempel marmor. I Sverige har det hittats vid Pottäng och Bergeforsen på Alnön i Medelpad.

### Allmänna källor
- Bra Böckers lexikon, 1981.